# 1997 VD4
1997 VD4 är en asteroid i huvudbältet som upptäcktes den 1 november 1997 av de båda japanska astronomerna Seiji Ueda och Hiroshi Kaneda i Kushiro.
Den tillhör asteroidgruppen Koronis.